# Ivanovskij rajon (Oblast' dell'Amur)
L'Ivanovskij rajon (in russo Ивановский район?) è un rajon dell'Oblast' di Amur, nella Russia asiatica con capoluogo Ivanovka.

## Centri abitati
- Andreevka
- Bogoslovka
- Annovka
- Bol'šeozërka
- Višnëvka
- Berezovka
- Dimitrievka
- Erkovcy
- Čerkasovka
- Konstantinogradovka
- Nikolaevka
- Novopokrovka
- Novoalekseevka
- Rakitnoe
- Srednebeloe
- Polevoe
- Petropavlovka
- Pravovostočnoe
- Nekrasovka
- Sadovoe
- Solnečnoe
- Nadeždenskoe
- Semiozërka
- Srednebelaja
- Priozërnoe
- Troickoe
- Čeremchovo
- Bogorodskoe
- Ivanovka
- Voznesenovka
- Kreščenovka
- Lugovoe
- Uspenovka